# Comuna de Miączyn
Miączyn (polaco: Gmina Miączyn) é uma gminy (comuna) na Polónia, na voivodia de Lublin e no condado de Zamojski. A sede do condado é a cidade de Miączyn.
De acordo com os censos de 2004, a comuna tem 6308 habitantes, com uma densidade 40,5 hab/km².

## Área
Estende-se por uma área de 155,91 km², incluindo:
- área agricola: 83%
- área florestal: 10%

## Demografia
Dados de 30 de Junho 2004:
|                      | Total   | Total | Mulheres | Mulheres | Homens  | Homens |
| -------------------- | ------- | ----- | -------- | -------- | ------- | ------ |
|                      | pessoas | %     | pessoas  | %        | pessoas | %      |
| População            | 6308    | 100   | 3236     | 51,3     | 3072    | 48,7   |
| Densidade (pop./km²) | 40,5    | 100   | 20,8     | 20,8     | 19,7    | 19,7   |

De acordo com dados de 2002, o rendimento médio per capita ascendia a 1235,04 zł.

## Subdivisões
- Czartoria, Frankamionka, Gdeszyn, Gdeszyn-Kolonia, Horyszów, Horyszów-Kolonia, Koniuchy, Koniuchy-Kolonia, Kotlice, Kotlice-Kolonia, Miączyn, Miączyn-Kolonia, Miączyn-Stacja, Ministrówka, Niewirków, Niewirków-Kolonia, Poddąbrowa, Świdniki, Zawalów, Zawalów-Kolonia, Żuków.

## Comunas vizinhas
- Grabowiec, Komarów-Osada, Sitno, Trzeszczany, Tyszowce, Werbkowice